# Mohamed Oulhaj
Mohamed Oulhaj (arabsky محمد أولحاج‎; * 6. ledna 1988, Casablanca, Maroko) je fotbalový obránce a reprezentant Maroka, který působí v marockém klubu Raja Casablanca.

## Klubová kariéra
V A-mužstvu Raja Casablanca působí od července 2006. Zúčastnil se Mistrovství světa ve fotbale klubů 2013, kde se Raja dostala do finále proti německému týmu FC Bayern Mnichov, v němž podlehla 0:2. Oulhaj odehrál kompletní finálový zápas.

## Reprezentační kariéra
Mohamed Oulhaj debutoval v seniorské reprezentaci Maroka 14. června 2008 v Kigali v utkání s Rwandou, které skončilo porážkou Maroka 1:3. Nastoupil v základní sestavě, ale již ve 36. minutě byl střídán.